# Sante Solieri
Sante Solieri (Cotignola, 24 settembre 1877 – Forlì, 6 aprile 1949) è stato un chirurgo italiano.

## Biografia
Operò nella prima metà del novecento nell'ospedale di Forlì. Famoso, oltre che per la pubblicazione di 115 articoli di carattere scientifico e di importanza internazionale, per essere l'ideatore di numerose nuove pratiche e metodiche medico-chirurgiche oggi ampiamente diffuse e utilizzate in tutto il mondo. È stato infatti il fondatore della clinica dell'addome destro, che appunto da lui prese il nome di addome destro di Solieri. Ampiamente conosciuto in campo medico è il metodo Solieri per la cura della tubercolosi ossea.
Dopo aver conseguito la licenza liceale, Solieri si iscrisse all'Università di Bologna ma, avendo anche vinto una borsa di studio a Siena, si trasferì nella città toscana dove terminò gli studi laureandosi con 110 su 110 e lode e pubblicando la tesi in italiano, tradotta poi in tedesco e francese. A 29 anni divenne primario dell'ospedale di Grosseto e nel 1910 si trasferì definitivamente in Forlì. Fu uno dei primi ad operare al cuore e al cervello, fino ad allora ritenuti praticamente inoperabili.
Per i suoi meriti ebbe numerosi riconoscimenti: il re, motu proprio, lo insignì dell'onorificenza di Cavaliere di Gran Croce e fu nominato membro ad honorem della società internazionale di chirurgia con sede presso la Sorbonne di Parigi e medaglia d'argento per la Sanità Pubblica.
Nel 1943 concluse la propria attività con alle spalle 70000 interventi chirurgici.
Curioso è il fatto che la moglie ricorse, però, alle cure di un guaritore non autorizzato, allora famoso a Forlì ed in tutta la Romagna, col nome di Zambuten, Augusto Rotondi.